# تینا پترس
تینا پترس (آلمانی: Tina Peters؛ زادهٔ 	۲۴ مارس ۱۹۶۸) بازیکن هاکی روی چمن اهل آلمان است.
وی در مسابقات کشوری و بین‌المللی در مجموع برندهٔ ۱ مدال نقره شده‌است.